# Hexatoma (Hexatoma) megacera
Hexatoma (Hexatoma) megacera is een tweevleugelige uit de familie steltmuggen (Limoniidae). De soort komt voor in het Nearctisch gebied.